# Stephen Hart (labdarúgó)
Stephen Hart (San Fernando, 1960. március 15. –) Trinidad és Tobagó-i labdarúgó-középpályás, a válogatott volt szövetségi kapitánya. Korábban hosszú ideig a kanadai Halifaxban élt.

## Sikerei, díjai

### Edzőként
Kanada
- CONCACAF-aranykupa
  - bronzérmes: 2007

 Trinidad és Tobago
- Karibi kupa
  - ezüstérmes: 2014